# 奥萝尔·加尼翁
玛丽-奥萝尔-吕西安娜·加尼翁（法語：Marie-Aurore-Lucienne Gagnon，1909年5月31日—1920年2月12日），或称奥萝尔·加尼翁（法語：Aurore Gagnon），加拿大被虐待女童，死于疲勞及父亲和继母造成的约52处伤口导致的敗血症。

## 生平
奥萝尔·加尼翁生于罗马天主教家庭。父亲泰莱斯福尔·加尼翁和母亲玛丽-安妮·卡龙于1906年9月结婚，育有五个孩子。加尼翁一家住在魁北克省福尔捷维尔，这是一个坐落在圣劳伦斯河南岸的小村庄，位于魁北克市西南一百千米。长女玛丽-让娜于1907年8月出生，妹妹吕西娜生于1912年。乔治和约瑟夫分别生于1910年和1915年。
1916年，约瑟夫出生后不久，玛丽-安妮·卡龙因结核病住院。不久，泰莱斯福尔表兄弟的遗孀玛丽-安妮·乌德便搬进了加尼翁家，声称想“照顾房子和孩子们”。玛丽-安妮·乌德生于福尔捷维尔附近的莱夫拉尔圣索菲教区，时年约30岁，有两个儿子，分别是热拉尔（Gerard）和亨利-乔治（Henri-Georges）。1917年11月6日，人们发现2岁的约瑟夫死在床上。死因裁判官的调查表明约瑟夫为自然死亡。
1918年1月23日，玛丽-安妮·卡龙因结核病在博波尔收容所（Beauport Asylum）去世。一周后，泰莱斯福尔便与玛丽-安妮·乌德结婚。随后有两个孩子死亡，村民虽觉可疑，但并未展开调查。其间，泰莱斯福尔用斧头柄殴打了奥萝尔。1919年9月，奥萝尔10岁，因遭殴打导致腿部严重感染，在魁北克主宫医院住了一个多月。然而出院后，虐待并未停止。

## 去世
奥萝尔于1920年2月12日因伤口感染去世。生父和继母在1920年2月16日葬礼后离开教堂时被捕。玛丽-安妮·乌德因谋杀被判处绞刑，后改为无期徒刑，服刑15年后因健康原因被假释，1936年5月死于癌症。泰莱斯福尔·加尼翁因过失杀人罪被判处无期徒刑，服刑5年后于1925年释放。乌德去世后，泰莱斯福尔再婚，于1961年去世。